# Hyttdammen (Sunnemo socken, Värmland)
Hyttdammen är en sjö centralt i Sunnemo i Hagfors kommun i Värmland och ingår i Göta älvs huvudavrinningsområde.